# Rugby Club Vannes
El Rugby Club Vannes (RCV) es un club francés de rugby con sede en Vannes en Morbihan. Ascendió en la temporada 2023-2024 al Top 14.
Fundado en 1950, durante la temporada 2016-17, fue el primer club bretón que jugó a nivel profesional en la Pro D2. Al final de la temporada 2023-2024, accede por primera vez al Top 14 después de ser campeón de la segunda división.
Desde su acceso al nivel profesional, el club deportivo se ha dividido en dos entidades: el Rugby Club Vannes Sud Bretagne como sociedad limitada de deportes profesionales y el Rugby Club Vannes como asociación deportiva.
El RC Vannes juega en el Stade de la Rabine, desde la temporada 2015-2016, y entrena en el estadio Jo-Courtel, antiguo campo base del RC Vannes.

## Historia
Fundado el 15 de octubre de 1950, el Rugby Club Vannes alcanzó, en 1953, la semifinal del campeonato de rugby de honor de Francia, aunque luego se vio obligado a retirarse, por falta de jugadores y oponentes, la guerra de Indochina se llevó a muchos hombres.
Recreado en 1962, fue ascendido a tercera división en 1970 y permaneció allí hasta 1980 cuando fue relegado a campeonato de honor regional.
En 1981, clasificado para el Championnat de France de rugby à XV de Régionale 1, regresó a la tercera división eliminando al US Berry.
En 1997, el RC Vannes alcanzó finalmente el campeonato francés de rugby de la 2.ª división, eliminando el Stade Hendayais.
Después de una difícil temporada 2000-2001 en la 2.ª división federal donde el club terminó 9.º en el grupo tras una victoria contra el Évreux por 20 a 0. Durante la temporada 2001-2002, terminó 2.º del grupo, plaza que le permite disputar, por primera vez, los play-offs para acceder a la Fédérale 1.
En 2006, RC Vannes alcanzó la división Fédérale 1.

### Asciende a Pro D2 (2016)
En 2015, la ambición declarada de los directivos del club es llegar a Rugby Pro D2. Durante el partido de ida de semifinales, el 8 de mayo de 2016, RCV ganó en el césped del Rugby Club Massy Essonne por 32 a 31. En el partido de vuelta, el 14 de mayo de 2016, Vannes venció a Massy 25 a 13 en el Stade de la Rabine y por lo tanto alcanzó el Pro D2.Una gran novedad para el club bretón desde la llegada del profesionalismo en el rugby. 
Tras el acceso del club al nivel profesional, este último se dividió en dos entidades: el Rugby Club Vannes Sud Bretagne se creó como una Sociedad limitada deportiva profesional (SASP), mientras que el Rugby Club Vannes continuó como una asociación deportiva.
En junio de 2016, Olivier Cloarec fue elegido presidente de la SASP mientras que François Cardron, que ocupaba este cargo hasta entonces, pasó a ser director general. Fue reemplazado en marzo de 2017 por Martin Michel, excapitán del equipo en Fédérale 1, en este puesto.
‌

#### Semifinalista Pro D2 en 2019, 2021 y 2023
Durante la temporada 2018-19, el RCV venció al Stade Montois en los play-offs el 12 de mayo de 2019 en el Stade de la Rabine (victoria 50-10) y se clasificó por primera vez en su historia en la semifinal, pero perdió contra el líder Brive (derrota 20-40) el 19 de mayo de 2019 en el Stade Amédée Domenech.
En 2019-20, Vannes terminó octavo en el campeonato.
En el 2020-21, RCV finalizó segundo en la clasificación Pro D2 y se clasificó directamente para la semifinal contra el Biarritz Olympique. En casa, Vannes perdió al final del partido por un punto ante el Biarritz (derrota 33-34).
En el 2021-22, el club se refuerza con la contratación del medio scrum internacional sudafricano Rudy Paige. La temporada fue una decepción y el RCV terminó en el undécimo lugar del campeonato al final de la temporada regular, por lo que no pudo clasificarse para los play-offs.
En el 2022-23, Vannes terminó quinto en la temporada regular y recuperó la última plaza de la competición al eliminar en los play-offs al Nevers en su propio campo (victoria 17-20) antes de perder contra el líder Oyonnax (derrota 26-21).

#### Campeón de Francia Pro D2 y 1.º ascenso al Top 14 (2024)
En 2024, después de haber estado en lo más alto del ranking durante 22 días incluyendo una racha ininterrumpida de 14 días, el club termina segundo  de la temporada regular. Llegó a la final del Pro D2 por primera vez, venciendo a la AS Béziers en la semifinal 27-21. En el proceso, el club venció al FC Grenoble en la final 16-9, ganó el campeonato y así alcanzó el Top 14 por primera vez en su historia. 

## Palmarés
- Pro D2
  - Campeones (1) : 2024

## Exjugadores destacados
| - Guillaume Blache - Jean Bodard - Laijiasa Bolenaivalu - Jean-Louis Bouché - Anthony Bouthier - Aloisio Butonidualevu - André Carrié - Julien Cazenave - Otilo Kafotamaki - Antoine Gaillardon | - Scott Clare - Jean-Baptiste Claverie - Jo Courtel - Étienne Delangle - Quentin Étienne - Julien Faurois - Jonathan Garcia - Mickaël Garcia - Martin Garcia Veiga - Jean-Yves Gauthier - Pieter Grobler - Bautista Guemes | - Maxime Jadot - Georgi Katcharava - Vakhtang Maisuradze - Ash Moeke - Apenisa Naevo - Gilles Sausseau - Christian Stoltz - Gastón Szabo - Ruehan van Jaarsveld - Manoa Vosawai - Conor Trainor - Norman Wende - Setefano Tone |